# Amandinea turgescens
Amandinea turgescens är en lavart som först beskrevs av Edward Tuckerman, och fick sitt nu gällande namn av Marbach 2000. Amandinea turgescens ingår i släktet Amandinea och familjen Caliciaceae.   Inga underarter finns listade i Catalogue of Life.